# Sikorowa Skała
Sikorowa Skała (486 m) – zbudowane z wapieni skaliste wzniesienie na Wyżynie Częstochowskiej, w miejscowości Smoleń w województwie śląskim, w powiecie zawierciańskim, w gminie Pilica. Znajduje się w odległości około 320 m na północny wschód od ruin Zamku w Smoleniu. Pomiędzy Sikorową Skałą a Górą Zamkową, na której wzniesiono zamek, biegnie droga. Obydwa te wzniesienia, oraz biegnący od nich na południe ciąg innych wzniesień tworzą orograficznie prawe zbocza Doliny Wodącej.
Sikorową Skałę porasta las mieszany, ale jej południowe zbocza to połogie, wapienne ściany. Na jej północno-zachodnich zboczach znajduje się wyciąg narciarski.

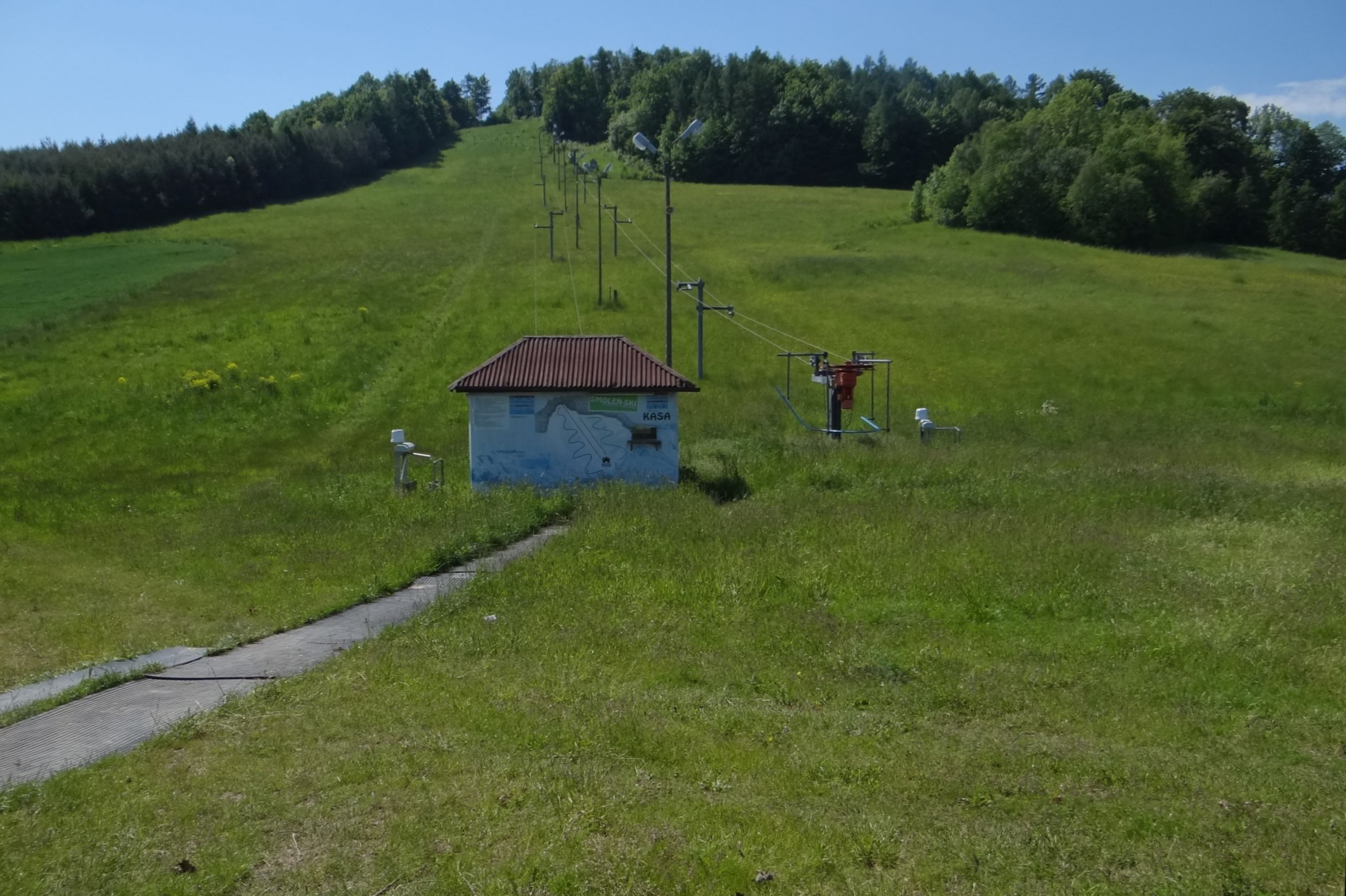
Wyciąg narciarski